# Demangan (Karangdowo)
Demangan is een bestuurslaag in het regentschap Klaten van de provincie Midden-Java, Indonesië. Demangan telt 2476 inwoners (volkstelling 2010).